# Bergkohlmeise
Die Bergkohlmeise (Parus monticolus) ist eine 13 Zentimeter große Vogelart aus der Familie der Meisen. Die Art ist der in weiten Bereichen Eurasiens verbreiteten Kohlmeise sehr ähnlich, lebt aber im Gegensatz zu dieser nur in der Himalayaregion und in fernöstlichen Bergregionen.

## Aussehen
Die Bergkohlmeise sieht der in Europa häufigen und weit verbreiteten Kohlmeise zum Verwechseln ähnlich. Ein wesentlicher Unterschied ist, dass sie keine blauweißen, sondern schwarzblaue oder schwarzweiße Flügel hat. Der Kopf ist bis auf zwei weiße, große Stellen im Bereich unter dem Auge schwarz. Vor der Kehle läuft ein breiter, schwarzer Streifen mittig über Brust und Bauch entlang nach hinten. Die Seiten  des Bauches sind gelb, der Rücken ist grünlich gefärbt und die Beine sind schwarz. Der Schwanz ist oben blauschwarz und unten weiß, der Schnabel ist grau.

## Verbreitung und Lebensraum

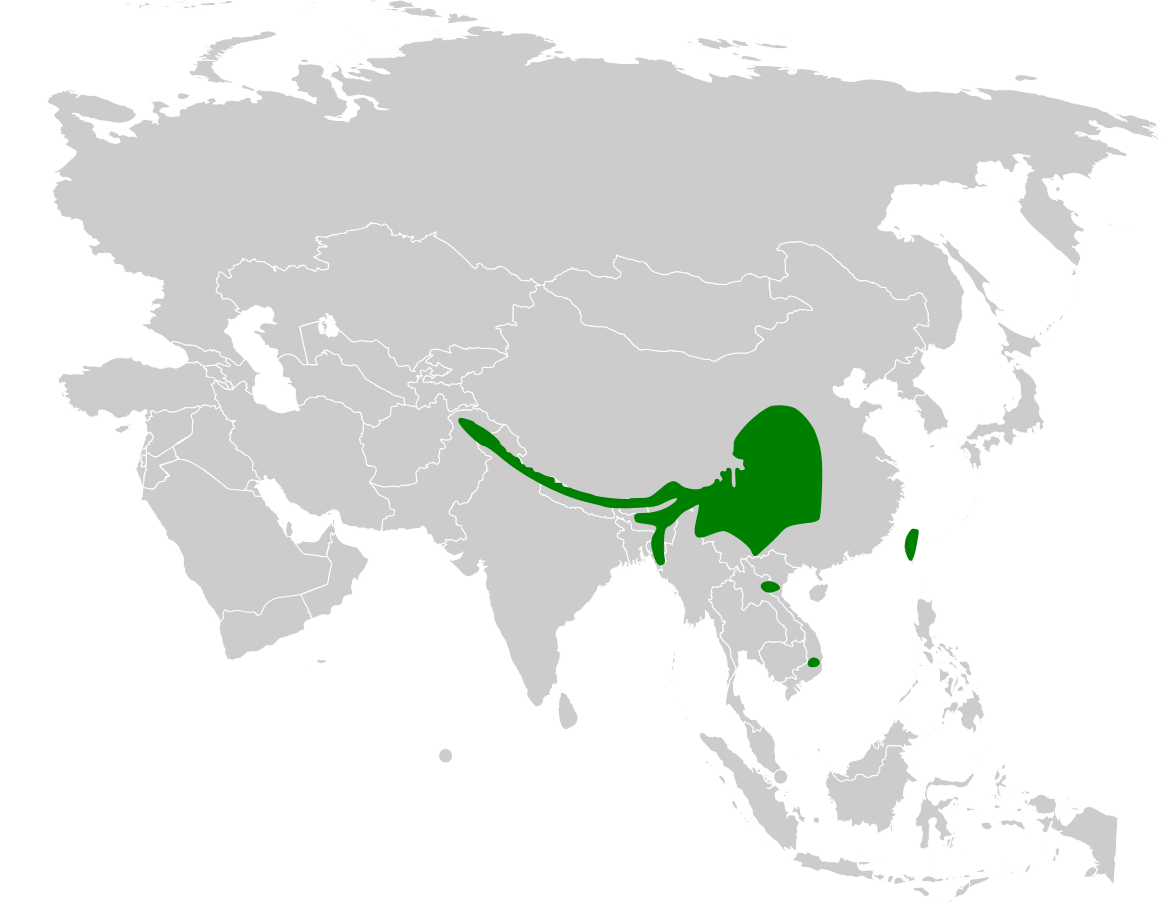
Verbreitungskarte der Bergkohlmeise

Die Bergkohlmeise kommt in den Staaten Bhutan, Indien, Laos, Myanmar, Nepal, Pakistan, Taiwan, Vietnam und der Volksrepublik China vor. Dort bewohnt sie im Sommer die Bergwälder des Himalayas und anderer Gebirgszüge bis in eine Höhe von 2.000 bis 3.500 Metern. Daneben ist sie in menschlichen Gärten und Parks vertreten. Den Winter verbringt sie in tiefer gelegenen Regionen.

## Lebensweise
Bergkohlmeisen ziehen in kleinen Trupps, meist in Begleitung anderer Vogelarten, auf der Suche nach Nahrung durch die Landschaft. Zu ihrer Nahrung zählen Insekten, unter anderem Termiten, und Insektenlarven.

## Fortpflanzung
In der Fortpflanzungsperiode im Frühjahr baut das Weibchen der Bergkohlmeise sein muldenförmiges Nest, das aus Moosen und Flechtenteilen besteht, in hohle Baumstämme oder zwischen Felsspalten. Das Weibchen legt nacheinander 5–8 weiße, mit rotbraunen Flecken versehene Eier. Das Ausbrüten übernimmt das Weibchen allein, nur bei der Fütterung wird es vom Männchen unterstützt. Nach 18 Tagen verlassen die Jungen zum ersten Mal das Nest, werden aber noch mindestens 10 weitere Tage von beiden Altvögeln weiter mit Futter versorgt. Danach streifen sie mit den beiden Elterntieren auf der Suche nach Futter durch die Gegend.

## Systematik
Die Schwestergruppe der Bergkohlmeise ist die aus der Kohlmeise (Parus major) und den ehemals als deren Unterarten gezählten Parus minor und  Parus cinereus gebildete Superspezies.
Es werden zurzeit vier Unterarten der Bergkohlmeise unterschieden:
- P. m. monticolus Vigors, 1831 – Nominatform, Nord-Pakistan bis West-Nepal und Süd-Tibet
- P. m. yunnanensis La Touche, 1922 – östlicher Himalaya und Nordost-Indien bis Zentral-China, nördliches Indochina und Myanmar
- P. m. legendrei Delacour, 1927 – Südzentral-Vietnam
- P. m. insperatus Swinhoe, 1866 – Taiwan

## Gefährdung
Aufgrund ihrer weiten Verbreitung und der Tatsache, dass für diese Art keinerlei Gefährdungen bekannt sind, stuft die IUCN diese Art als nicht gefährdet (Least Concern) ein.